# الجبهة الغربية (فلم)
الجبهة الغربية (بالإنجليزية: The Western Front) هو فيلم وثائقي أمريكي صدر عام 2010 من إخراج زكاري إيسكول، يروي فيه تجربته كجندي في مشاة البحرية الأمريكية في العراق وكيف غيّرت الولايات المتحدة تكتيكاتها في العراق بمرور الوقت. الفيلم من إنتاج رادها أغراوال وزكاري إيسكول، ومن تأليف زكاري إيسكول. يُعد هذا الفيلم الأول من نوعه حول حرب العراق، حيث تم إنتاجه من قبل شخص شارك في الحرب بشكل مباشر. عُرض الفيلم لأول مرة في مهرجان تريبيكا السينمائي عام 2010، وعُرض أيضا في جميع أنحاء الولايات المتحدة.

## ملخص الفيلم
تدور أحداث الفيلم حول تجربة إيسكول في معركة الفلوجة، التي اعتقد العديد من الجنود الأمريكان أنها كانت انتصارًا كبيرًا. ومع ذلك، يكشف الفيلم أن هذا "الإنتصار" أدى إلى تصاعد العنف والفوضى في العراق، مما تسبب في اندلاع حرب أهلية مروعة. وبعد عودة إيسكول إلى الولايات المتحدة، انتابه شعور بالقلق بشأن القرارات المُتَّخَذة خلال الحرب وقرر العودة إلى العراق مرة أخرى للتحدث مع الجنود والعراقيين الذين خدم معهم. يوضح الفيلم كيف أن القوات الأمريكية لم تفهم الثقافة العراقية أو طبيعة الصراع، مما أدى إلى زيادة الضحايا المدنيين. ويؤكد الفيلم على أن الانتصار في الحروب الحديثة يتطلب أكثر من مجرد القوة العسكرية؛ بل يحتاج إلى فهم عميق للموقف وبناء علاقات مع المجتمعات المحلية.

## وصلات خارجية
- الجبهة الغربية  في قاعدة بيانات الأفلام على الإنترنت (بالإنجليزية)
- "Film Review: The Western Front", The Huffington Post
- Burstein, David D. (January 13, 2011). "Change Generation: Zach Iscol, Writer, Director, and Producer, The Western Front", Fast Company.